# Тонџ
Тонџ је град у вилајету Вараб у Јужном Судану. Налази се у долини реке Тонџ, тачније на њеној десној обали. У граду живи 17.338, већином припадника народа Динке.